# Blücherdenkmal (Breslau)

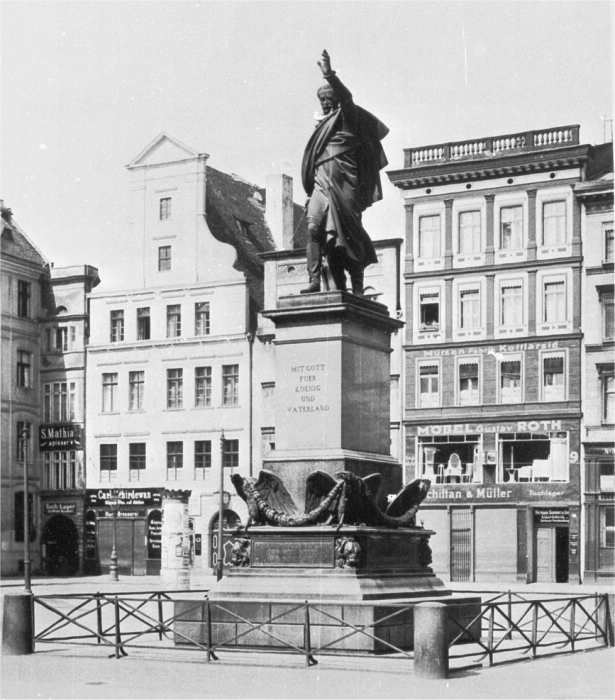
Das Blücherdenkmal um 1900

Das Blücherdenkmal war ein Denkmal zu Ehren des preußischen Generalfeldmarschalls Gebhard Leberecht von Blücher auf dem Blücherplatz in Breslau.

## Geschichte
Die Geschichte des Blücherdenkmals in Breslau beginnt 1815 mit der Bildung eines Denkmalausschusses der Provinz Schlesien in der Stadt Breslau, die im Jahre 1813 der Ausgangspunkt der für Preußen siegreichen Befreiungskriege gewesen war. Der Ausschuss entschied sich 1818 für einen Entwurf des Berliner Bildhauers Christian Daniel Rauch. Im Oktober 1819 errichtete Rauch mitten auf dem vorgesehenen Standort, dem quadratisch angelegten Salzring, ein 1:1-Modell aus Leinwand und Pappe, um die Größenverhältnisse zu prüfen. Zwei Jahre später erfolgte im Königlichen Gießhaus in Berlin der Bronzeguss der Statue. Als das Standbild am 27. November 1824 in Breslau eintraf, war der Sockel (von Carl Ferdinand Langhans) wegen Geldmangels noch nicht fertig, und so wurde das Standbild in einem Schuppen eingelagert, bis es am 26. August 1827 feierlich eingeweiht werden konnte, verbunden mit der Umbenennung des Salzrings in Blücherplatz.
Auf dem Monolithen aus grauem Granit stellte die Bronzeskulptur Blücher in der Ausfallposition eines Fechters dar, der mit ernstem Blick niederschaut. Mit der nach oben ausgestreckten linken Hand gab er die Richtung „Vorwärts“ vor, mit seiner rechten Hand fasste er ein Schwert. Vier Adler an den Ecken des Sockels waren durch Girlanden miteinander verbunden. An der Vorderseite des Sockels war in ursprünglich vergoldeten Lettern die Widmungsinschrift zu lesen: MIT GOTT FUER KOENIG UND VATERLAND.
Als Rauch 1819 mit dem Modell beschäftigt war, gab ihm König Friedrich Wilhelm III. den Auftrag, für den kurz zuvor verstorbenen Blücher in den gleichen Dimensionen ein bronzenes Denkmal auch in Berlin zu errichten. Im Unterschied aber auch in Bezug zum Breslauer Denkmal stellte das gegenüber der Neuen Wache 1826 errichtete Denkmal Blücher als siegreichen Feldherren dar.
Bereits vor der Fertigstellung entstanden 1824 Kopien eines verkleinerten Modells in Bronze- und Eisenguss. Eine, die seither im Londoner Apsley House steht, erhielt 1826 der Herzog von Wellington, und eine andere 1838 der Marquis von Londonderry.
Als Schutzmaßnahme vor Bombenangriffen wurde das Standbild im Herbst 1944 abgenommen und im Botanischen Garten von Breslau vergraben. Nach dem Ende des Krieges ausgegraben, wurde es 1949 im seit 1945 von der Volksrepublik Polen verwalteten Breslau verschrottet. An gleicher Stelle steht heute die Skulptur Mała Iglica (dt. Kleine Nadel).